# Producte químic
En química, els productes són aquelles substàncies que en una reacció química resulten de la reacció dels reactius, és a dir, són les substàncies que es formen en una reacció química. La indústria química els produeix en grans quantitats.
El producte químic és un conjunt de compostos químics (encara que de vegades pot ser un de sol) destinat a complir una funció. Generalment el que compleix la funció principal és un sol component, anomenat component actiu. Els compostos restants serveixen per a portar cap a les condicions òptimes el component actiu (concentració, pH, densitat, viscositat, etc.), donar-li un millor aspecte i aroma, càrregues (per abaratir costos), etc.).
Amb el terme "producte químic" s'engloba qualsevol substància, sola o en forma de mescla o preparació, ja sigui fabricada o obtinguda de la natura, excloent els organismes vius.